# 梅利科克
梅利科克（法語：Mélicocq，法語發音：[melikɔk]）是法国瓦兹省的一个市镇，属于贡比涅区。

## 地理
梅利科克（49°29'37"N, 2°51'27"E）面积6.57 平方千米，位于法国上法蘭西大區瓦兹省，该省份为法国北部内陆省份，北起索姆省，西接厄尔省和滨海塞纳省，南至塞纳-马恩省和瓦兹河谷省，东临埃纳省。
与梅利科克接壤的市镇（或旧市镇、城区）包括：舍万库尔、日罗蒙、隆格伊-阿内勒、马什蒙、马河畔马雷、图罗特、维莱叙库丹。

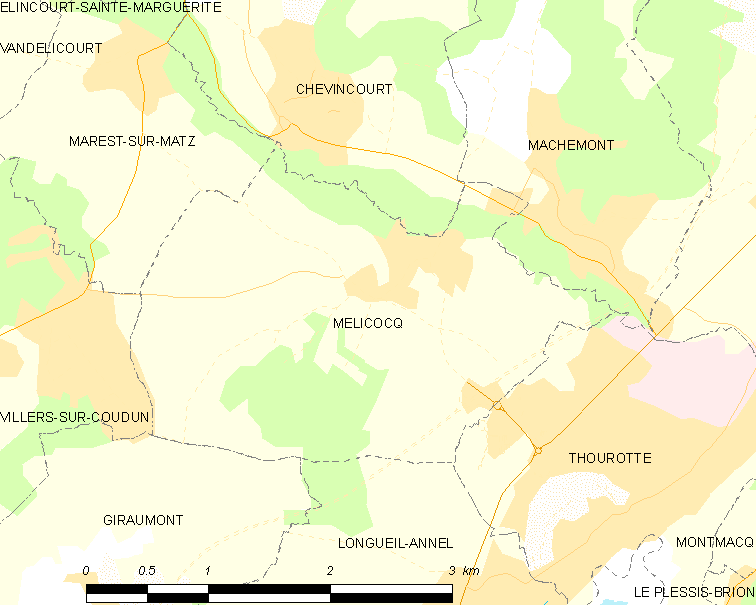
梅利科克的OSM定位图

梅利科克的时区为UTC+01:00、UTC+02:00（夏令时）。

## 行政
梅利科克的邮政编码为60150，INSEE市镇编码为60392。

## 政治
梅利科克所属的省级选区为图罗特县。

## 人口

1962-2008年间梅利科克人口变化图示

梅利科克于2022年1月1日时的人口数量为791人。